# 善魔
『善魔』（ぜんま）は、岸田國士が 1951年に発表した小説、またそれを原作とする映画。本項では小説・映画・テレビドラマについて扱う。

## ストーリー
新聞記者三國連太郎は、部長の中沼より、政治家北浦氏の失踪した妻伊都子の調査を命じられた。気が進まない連太郎も、渋々ながらまず長野原に隠棲する伊都子の父を訪ね、伊都子の妹三香子の案内で久能山麓の親友の家にいる伊都子に会い話を聞いた。家出の理由は、伊都子はただ北浦と性格が合わないことを発見したと説明、連太郎は新聞に発表しないことを約束して帰った。しかし、他の新聞社があらぬ事を書き立てたので、やむなくこれを記事にする。中沼は結婚前の伊都子とは友人で、好意も持っていたため記事にするのを反対するが、それが上層部の不興を買い左遷されかける。
連太郎と三香子には恋が芽生え、中沼の心も再び伊都子に惹きつけられて行った。しかしかねてより肺の弱かった三香子が重態に陥り、長野原に向かう伊都子は中沼に遭い、その心を打ち明けられる。しかし北浦との離婚問題とそれらを一緒になって考えられるのは嫌だからと断った。中沼はこれまで関係のあった鈴江とも手を切ってしまった。長野原に行っていた連太郎は、死ぬ前の三香子と結婚式を上げたいと言って中沼に立会人を頼みに帰ると、中沼は社もやめ、北浦にも伊都子に対する気持ちをぶちまけてしまっていた。連太郎は長野原へ同行してくれるのも伊都子に会いに行くためだろうと不満をもらすが、長野原についたときには、すでに三香子は永遠の眠りについていた。
しかし、連太郎の希望で、死せる花嫁との結婚式が、父了遠、伊都子、中沼の立ち会いで行われた。更に伊都子の手を求めようとする中沼に対し、伊都子は自分は北浦を不幸にした上更に鈴江を不幸にしたくはないからといって、中沼を東京へ帰すのだった。丘の上に三香子の屍を焼く煙が白くのぼっていた。

## 映画
1951年に松竹配給の元で公開された。三國連太郎のデビュー作であり、彼の芸名はこの映画で自身が演じた役から取られている。彼はこの映画で第2回ブルーリボン賞新人賞を受賞した。

### スタッフ
- 監督：木下惠介

### キャスト
- 中沼茂生：森雅之
- 北浦伊都子：淡島千景
- 三國連太郎：三國連太郎

新聞記者。
- 鳥羽三香子：桂木洋子

## テレビドラマ
1962年5月18日と同年5月25日の2回にわたって、朝日放送製作、TBS系列の『近鉄金曜劇場』で放送。「前編 三香子の巻」と「後編 伊都子の巻」で構成されている。

### スタッフ
- 脚本：中園みなみ、成沢昌茂
- 演出：柴田修作
- [2]

### キャスト
- 菅貫太郎
- 内藤武敏
- 伊藤弘子
- 嵯峨美智子
- 内田朝雄
- 日志野晃
- 富永美沙子
- 稗田敦子
- 早野寿郎
- [2]

### 前後番組
| TBS系列 近鉄金曜劇場 | TBS系列 近鉄金曜劇場 | TBS系列 近鉄金曜劇場 |
| 前番組               | 番組名               | 次番組               |
| -------------------- | -------------------- | -------------------- |
| チャンスは三度ある   | 善魔 （ドラマ版）    | 浅草ろまねすく       |